# CUS Padova Rugby
Il CUS Padova Rugby è la sezione di rugby a XV del Centro Universitario Sportivo di Padova e comprende 8 squadre di diverse categorie di età. Il campo di gioco è il “Piovego”, situato nella zona della Stanga a Padova. Tra i migliori giocatori che hanno vestito la maglia del CUS Padova c'è Nicola Mazzucato, che ha giocato in Nazionale maggiore 39 volte e si è aggiudicato 3 scudetti con il Treviso. C'è anche Federico Ruzza in nazionale 2022. Nella stagione 2012-2013, la prima squadra ha disputato il campionato di serie A2.

## Storia

Una formazione del Guf Padova Rugby.

Il CUS Padova fu fondato nel 1947 e negli anni successivi la formazione rugbistica ha militato nelle serie minori. In precedenza, la squadra dell'università cittadina del GUF Padova (Gruppo Universitario Fascista) aveva militato in massima serie tra il 1929 ed il 1943.

### In massima divisione
Nel campionato di A2 del 1997-1998, il CUS Padova conquista per la prima ed unica volta la massima divisione del rugby italiano. Al termine del torneo di serie A1 1998-1999, la squadra retrocede subito in A2 dopo aver lottato fino all'ultimo nella poule salvezza con L'Aquila. Decisiva fu la sconfitta alla penultima giornata sul campo degli abruzzesi, che conclusero la poule con 2 punti di vantaggio sul CUS.

### Ultime stagioni
Negli anni successivi il CUS Padova non riesce a riemergere e finisce in serie B (la terza divisione del rugby italiano). Nella stagione 2004-2005 risale in serie A, divenuta nel frattempo la seconda divisione con l'introduzione del Super 10, ma il campionato 2005-2006 si chiude con il penultimo posto nel girone e la conseguente retrocessione in B. L'annata successiva risale in A2, il nuovo livello creato dalla federazione, che pur essendo di secondo piano rispetto alla A1, dà la possibilità di essere promossi in Super 10, ma anche nella stagione 2007-2008 il CUS retrocede in B, perdendo entrambe le partite di playout con il Badia.
Per risalire in A2 il CUS deve attendere la stagione 2011-2012, conclusa con la promozione per differenza punti nel doppio incontro di playoff contro il CUS Torino. La stagione di A2 2012-2013 viene affrontata sotto la guida di Oscar Collodo, che si era aggiudicato lo scudetto da allenatore con Treviso nel 1997, e con lo sponsor Terme Euganee. Dopo la stagione regolare conclusa al decimo posto, la squadra retrocede nuovamente in B per mano del Modena nei playout; nell'arco delle due partite le due squadre ottengono una vittoria per parte ed è pari anche la somma dei punti segnati, il Modena si salva in virtù del maggior numero di mete segnate.